# Volkswagen Passat

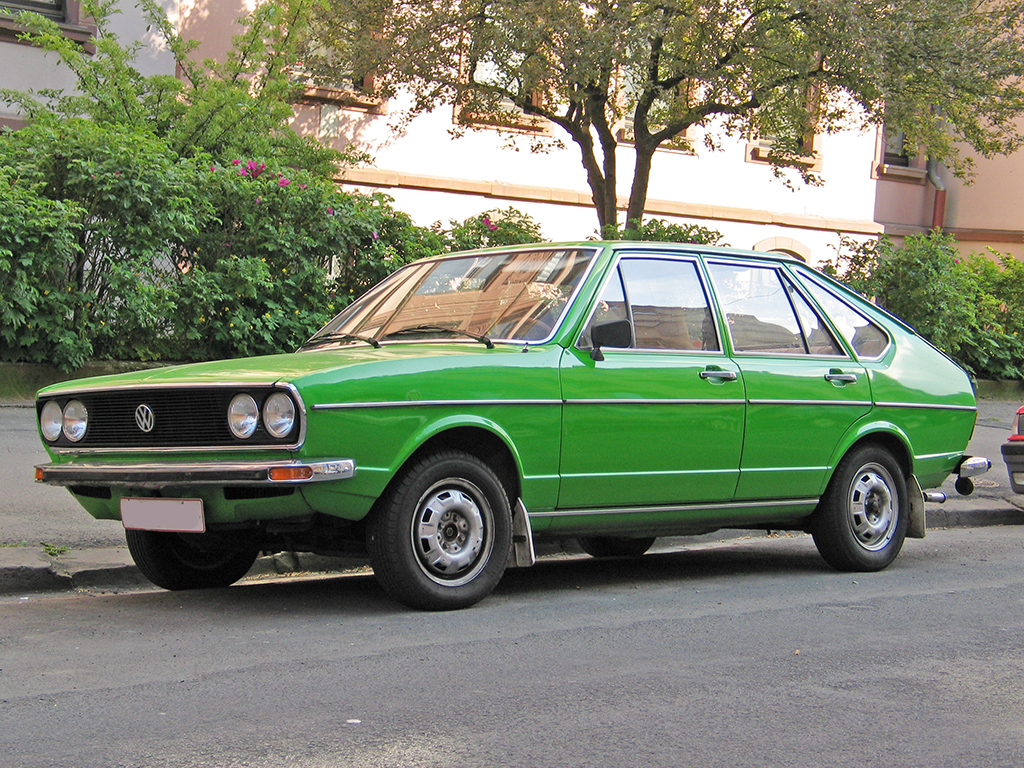
Volkswagen Passat B1.

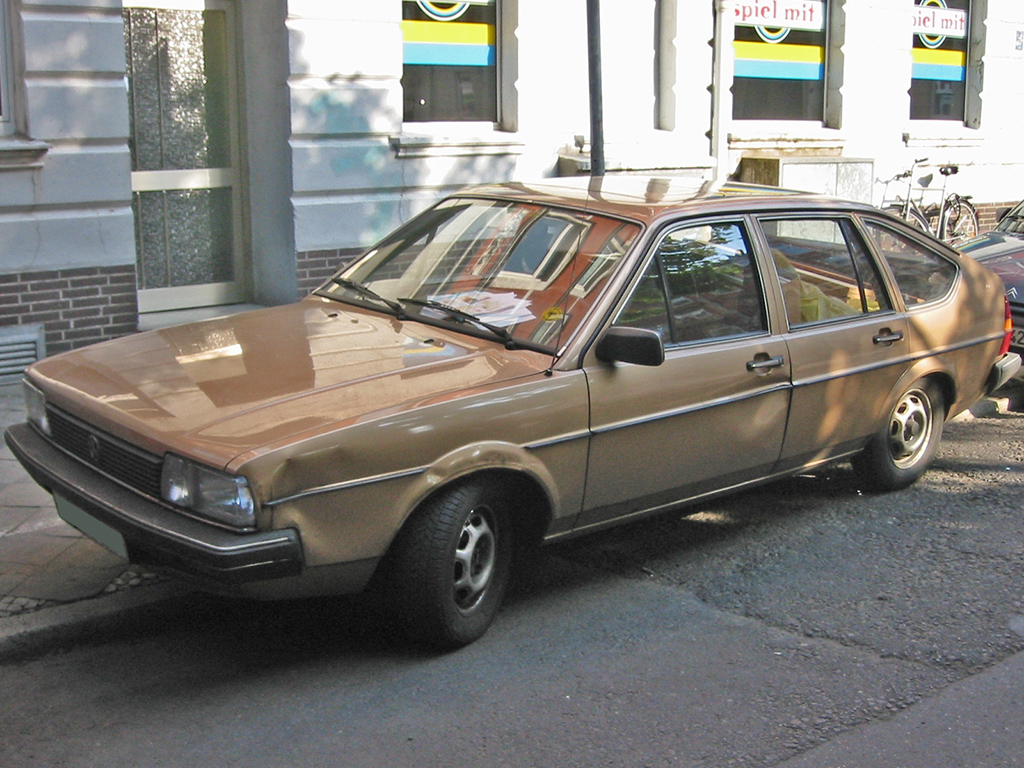
Volkswagen Passat B2.

Volkswagen Passat är en bilmodell från Volkswagen lanserad 1974.
Volkswagen Passat, Typ B1, årsmodeller 1974–1980, är efterföljaren till Volkswagen Typ 3 och Volkswagen K 70. Passaten som är uppkallad efter en vind, var en ny modellserie i mellansegmentet, bilen var baserad på Audi 80, från fronten till "B"-stolpen. Den placerades i segment: B.
Första bilen lämnade tillverkningsbandet i slutet på maj 1973. Bilen var designad av Giorgetto Giugiaros företag Italdesign, där den utpräglade kilformen på 2-dörrarskarossen, bakpartiet och de stora bakre sidorutorna bar dess prägel.

## Passat Typ B1
Typnummer 32.  Årsmodeller 1974–1980.
VAG Sveriges tidning VW-Forum skrev "Passat - friska vindar i 3 styrkor" (uppgifter går isär om huruvida bilen är namngiven efter Passadvinden, på tyska "Passat", eller inte), bilen kunde erhållas med tre bensinmotoralternativ, 60, 75 och 85 hk DIN, vilket gav följande maxfarter 148, 160, och 170 km/tim. Dieselmotor kom först från 1978. 
Modellen kunde erhållas med 2 eller 4 dörrar, men också som stationsvagn med tillnamnet Variant, ett namn som VW använt i många år på den typen av bil. Tekniskt var modellen identisk med den samtida Audi 80, som dock hade en sedankaross, medan Passat hade sluttande bakdel och dessutom fanns som kombi, något Audi inte erbjöd förrän på 1980-talet. Från januari 1975 kunde bilen fås utrustad med en stor baklucka som gick från överkanten på baklyktorna ända upp till taket, kallad Combi Coupé. Motorn var längsmonterad.
Modellen såldes med VW:s egentillverkade automatväxellåda eller med manuell växellåda.
Modellerna var Basis, L, LS och TS.
Passat (Basis) och Passat L hade en fyrcylindrig radmotor på 1,3 liter och 60 hk DIN. Bilen fanns enbart med 4-växlad manuell växellåda.
Passat LS hade en fyrcylindrig radmotor på 1,5 liter och 75 hk DIN. Bilen fanns att få med 4-växlad manuell växellåda och trestegs automatisk växellåda.
Passat TS hade en fyrcylindrig radmotor på 1,5 liter och 85 hk DIN, samma motor som i LS-versionen men tack vare dubbla förgasare fick man ut 10 hk mer ur motorn. Bilen fanns att få med antingen 4-växlad manuell växellåda eller trestegs automatisk växellåda.
1976 slopades Passat (Basis) och Passat L för den svenska marknaden, enbart LS och TS fanns att få. 
På grund av avgasreglerna kom LS och TS enbart med en gemensam motor, på 1,6 liter och 72 hk DIN. Denna motor blev under senare 1970-talet och nästan hela 1980-talet basmotorn för Golf, Jetta, Passat och Audi 80-modellerna.
1977 ersattes TS med GLS. GLS hade en motor på 1,6 liter och 82 hk DIN, samma motor som i LS-modellen men tack vare den nyutvecklade insprutningen fick bilen 10 hk mer.
1978 fick Passat en lättare modifierad kaross, bland annat nyutformad instrumentbräda, blinkers som gick runt hörnen fram och inte satt i stötfångaren, sedan och combi coupé-modellerna fick andra baklampor samt en baklucka som gick ända ner till stötfångaren. Bilen togs in enbart som GLS-utrustad men samtliga hade LS-motorn på 72 hk, ville man ha insprutningsmotorn fick man specialbeställa den via VAG. 
1979 fanns enbart Passat att få i LS-utförande, men man kunde specialbeställa bilen med insprutningsmotorn om så önskades. Den stora nyheten var annars att bilen även gick att få som Passat LD, med en dieselmotor på 1,5 liter och 50 hk DIN.
Sista året (1980) var relativt oförändrat, den enda skillnaden var att förgasarversionen fick manuell choke, vilket medförde att motorn fick 3 hk mer. 
Man skiljer modellerna lättast åt genom strålkastarna, enklaste modellen Passat (Basis) samt Passat LS av 1977 års modell hade runda strålkastare. Modellerna L och LS hade rektangulära strålkastare och TS/GLS hade dubbla strålkastare. 
Passat av den första generationen var ett riktigt lättviktsbygge, bland annat när det gällde plåttjockleken. Det gav visserligen bilarna goda prestanda och låg bränsleförbrukning, men var samtidigt en inbjudan till svåra rostproblem. Mekaniken var mer pålitlig, men ventilstyrningarna i motorn läckte ofta olja när bilen hade körts några tusen mil. Kylaren var också en svag punkt. Denna var tillverkad i plast, men många ägare bytte till en plåtkylare från Audi 80, som till stora delar var en identisk bil med Passat.

## Passat/Santana Typ B2
Typnummer32. Årsmodeller 1981–1988.
I oktober 1980 debuterade den nya Passaten, lite kantigare, längre och med ett längre axelavstånd än föregångaren, nu 2550 mm mot tidigare 2470 mm. Tekniskt var bilen uppbyggd på samma bilplattform som Passat B1. Från och med oktober 1984 kunde bilen levereras med 4-hjulsdrift, syncro, tillsammans med den 5-cylindriga motorn, 2,0 l. 115 hk. Passat Variant var nu den första modellen från VW med takreling. Passat Variant GL och GL5 hade kromade takrelingar medan Variant GT hade svarta. Passat Variant C och CL saknade takreling. Variant-modellen fanns även i utförande "Carat", en lyxigare version, med 5-cylindrig motor och 115 hk. Det fanns även ett GT-utförande med motor på 112 hk, 4 cylindrar, denna motor fanns endast till GT-modellen.
I januari 1985 fick modellen en liten facelift med ny grill och strålkastare med fyrkantiga dimljus, (tidigare var de svagt trekantiga) och stötfångare som gick till hjulhuskanterna fram och bak. Även bredare sidolister infördes. Combicoupén fick nya bakljus. Till årsmodell 1986 infördes sidoblinkers. Nya motorer kom samma år, bland annat en 2,2 liters 5-cylindrig med 136 hk. Syncro levererades endast tillsammans med motorer på respektive 90, 115 och 120 hk.
Passat B2 fanns med följande karosserityper: Schrägheck(combicoupe), Stufenheck/sedan (vanligt bakparti) och Variant (stationsvagn). Passat B2 såldes i Sverige med följande modellbeteckningar: LS (endast 1981), LD, C, CL, GL, GL5 och GT.

## Santana
Santana var en sedanmodell av den vanliga Passaten (som fanns som halvkombi eller kombi), med bland annat mer påkostad inredning. Bilen hade 5 olika bensinmotorer, 1,3, 1,6, 1,8, 1,9 och 2,0 liter med en effekt mellan 60 och 115 hk. Det fanns 2 olika dieselmotorer i tillägg med respektive 55 eller 70 hk. VW Santana blev fiasko, bilen var högt prissatt och kunderna uteblev. I december 1984 var sagan slut, men turen var med VW, hela produktionen flyttades till Kina och där blev bilen en stor succé. I Kina har över en miljon bilar producerats (fram till 2002).
Själva sedankarossen fortsatte att produceras, men även den modellen fick heta Passat.

## Passat Typ B3
Typnummer 312-315. Årsmodeller 1988–1993.
I april 1988 startade leveranserna av den nya Passatmodellen. Den tillverkades bara som sedan och variant, medan den som ville ha en halvkombi hänvisades till Golf.
Axelavståndet hade ökat till 2625 mm för att få ett större innerutrymme.
Motorn i denna modell sitter tvärmonterad. 
Passat B3 använde många delar från Golf - trots att det var en mycket större modell. Man övergav alltså den gemensamma plattformen med Audi. Den tvärställda motorn gav goda innerutrymmen.
Karossen var helt ny, med en satsning på lågt luftmotstånd. Det finns ingen konventionell kylargrill utan all kylluft tas in under stötfångaren. Motorns luft tas in genom VW-märket i glasfiberfronten.
Motorvarianter på årsmodell 1988 var 1,6, 1,8 och en 2,0 liter bensinmotor. En dieselmotor fanns också i programmet 1.6 TD, med 80 hk.

### Motoralternativ
| Modell  | Årsmodell | Motor                   | Cylindervolym | Effekt | Vridmoment | Bränslesystem               |
| ------- | --------- | ----------------------- | ------------- | ------ | ---------- | --------------------------- |
| 1.6     | 1988–1990 | 4-cyl radmotor SOHC 8V  | 1595 cm³      | 72 hk  | 120 Nm     | Förgasare                   |
| 1.6     | 1988–1990 | 4-cyl radmotor SOHC 8V  | 1595 cm³      | 72 hk  | 125 Nm     | Bränsleinsprutning          |
| 1.6     | 1988–1993 | 4-cyl radmotor SOHC 8V  | 1595 cm³      | 75 hk  | 125 Nm     | Förgasare                   |
| 1.8     | 1991–1993 | 4-cyl radmotor SOHC 8V  | 1781 cm³      | 75 hk  | 140 Nm     | Bränsleinsprutning          |
| 1.8     | 1988–1991 | 4-cyl radmotor SOHC 8V  | 1781 cm³      | 90 hk  | 142 Nm     | Bränsleinsprutning          |
| 1.8     | 1992–1993 | 4-cyl radmotor SOHC 8V  | 1781 cm³      | 90 hk  | 145 Nm     | Bränsleinsprutning          |
| 1.8     | 1988–1990 | 4-cyl radmotor SOHC 8V  | 1781 cm³      | 107 hk | 154 Nm     | Bränsleinsprutning          |
| 1.8     | 1988–1990 | 4-cyl radmotor SOHC 8V  | 1781 cm³      | 112 hk | 159 Nm     | Bränsleinsprutning          |
| 1.8     | 1988–1993 | 4-cyl radmotor DOHC 16V | 1781 cm³      | 136 hk | 162 Nm     | Bränsleinsprutning          |
| 1.8 G60 | 1988–1993 | 4-cyl radmotor SOHC 8V  | 1781 cm³      | 160 hk | 225 Nm     | Bränsleinsprutning, G-lader |
| 2.0     | 1991–1993 | 4-cyl radmotor SOHC 8V  | 1984 cm³      | 115 hk | 166 Nm     | Bränsleinsprutning          |
| 2.0     | 1988–1993 | 4-cyl radmotor DOHC 16V | 1984 cm³      | 136 hk | 180 Nm     | Bränsleinsprutning          |
| 2.8 VR6 | 1992–1993 | VR6-motor SOHC 12V      | 2792 cm³      | 174 hk | 235 Nm     | Bränsleinsprutning          |
| 1.6 TD  | 1988–1991 | 4-cyl radmotor SOHC 8V  | 1588 cm³      | 80 hk  | 155 Nm     | Turbodiesel                 |
| 1.9 D   | 1988–1993 | 4-cyl radmotor SOHC 8V  | 1896 cm³      | 68 hk  | 127 Nm     | Diesel                      |
| 1.9 TD  | 1992–1993 | 4-cyl radmotor SOHC 8V  | 1896 cm³      | 75 hk  | 140 Nm     | Turbodiesel                 |

## Passat Typ B4
Typnummer 3A2/3A5. Årsmodeller 1994–1996 (Variant 1994–1997).
I november 1993 visades den nya VW Passat B4. Bilen hade så många förändringar att den fick en egen modellbeteckning, trots att det i grund och botten rörde sig om en facelift av generation B3. De största synliga förändringarna var att bilen fått tillbaka en riktig kylargrill, nya strålkastare och förändrat bakparti med mjukare linjer. Även invändigt gjordes förändringar med bland annat ny instrumentpanel med modernare utseende. Med olika metoder hade karossen blivit styvare, vilket förbättrade köregenskaperna och den inre säkerheten.
Motorvarianter var 1,6, 1,8, 2,0, 2,8 och 2,9 liters bensinmotorer och två 1,9 liters dieselmotorer (TDI), med eller utan turbo. Motorn med 2,8 liter var den nya VR-6 med 174 hk. Från mars 1996 kunde bilen erhållas med 4-hjulsdrift, Syncro, med motorerna 2,0 l. 115 hk och VR6 på 2,9 l med 184 hk eller 1,9 l TDI med 90 hk. På grund av den höga vikten på Syncrosystemet, 90 kg., var lastförmågan sänkt med 20 kg till 445 kg.

### Motoralternativ
| Modell  | Årsmodell | Motor                   | Cylindervolym | Effekt | Vridmoment | Bränslesystem      |
| ------- | --------- | ----------------------- | ------------- | ------ | ---------- | ------------------ |
| 1.6     | 1995      | 4-cyl radmotor SOHC 8V  | 1595 cm³      | 100 hk | 135 Nm     | Bränsleinsprutning |
| 1.6     | 1996–1997 | 4-cyl radmotor SOHC 8V  | 1595 cm³      | 100 hk | 140 Nm     | Bränsleinsprutning |
| 1.8     | 1994–1997 | 4-cyl radmotor SOHC 8V  | 1781 cm³      | 75 hk  | 140 Nm     | Bränsleinsprutning |
| 1.8     | 1994–1997 | 4-cyl radmotor SOHC 8V  | 1781 cm³      | 90 hk  | 145 Nm     | Bränsleinsprutning |
| 2.0     | 1994–1997 | 4-cyl radmotor SOHC 8V  | 1984 cm³      | 115 hk | 166 Nm     | Bränsleinsprutning |
| 2.0     | 1994–1997 | 4-cyl radmotor DOHC 16V | 1984 cm³      | 150 hk | 180 Nm     | Bränsleinsprutning |
| 2.8 VR6 | 1994–1997 | VR6-motor SOHC 12V      | 2792 cm³      | 174 hk | 235 Nm     | Bränsleinsprutning |
| 2.9 VR6 | 1995–1997 | VR6-motor SOHC 12V      | 2861 cm³      | 184 hk | 245 Nm     | Bränsleinsprutning |
| 1.9 TD  | 1994–1997 | 4-cyl radmotor SOHC 8V  | 1896 cm³      | 75 hk  | 150 Nm     | Turbodiesel        |
| 1.9 TDI | 1994–1997 | 4-cyl radmotor SOHC 8V  | 1896 cm³      | 90 hk  | 202 Nm     | Turbodiesel        |
| 1.9 TDI | 1996–1997 | 4-cyl radmotor SOHC 8V  | 1896 cm³      | 110 hk | 235 Nm     | Turbodiesel        |

## Passat Typ B5
Även kallad 3B. Passat B5 var en helt ny konstruktion och hade till skillnad mot B3 och B4 längsplacerad motor. Modellen baseras på samma bilplattform som Audi A4, vilket var en återgång till strategin från B1/B2. Bilen var helförzinkad. Den nya modellen var lyxigare och bekvämare än tidigare generationer och blev början för Passat i premiumklassen.
Årsmodeller 1997–2005 (Variant 1998–2005). Benämndes B5.5/3BG från årsmodell 2001 då modellen fick ett ansiktslyft. 

### Motoralternativ
| Modell  | Årsmodell | Motor                   | Cylindervolym | Effekt | Vridmoment | Bränslesystem             |
| ------- | --------- | ----------------------- | ------------- | ------ | ---------- | ------------------------- |
| 1.6     | 1997–2000 | 4-cyl radmotor SOHC 8V  | 1595 cm³      | 100 hk | 140*¹ Nm   | Bränsleinsprutning        |
| 1.6     | 2001–2005 | 4-cyl radmotor SOHC 8V  | 1595 cm³      | 102 hk | 148 Nm     | Bränsleinsprutning        |
| 1.8     | 1997–2000 | 4-cyl radmotor DOHC 20V | 1781 cm³      | 125 hk | 168 Nm     | Bränsleinsprutning        |
| 1.8 T   | 1997–2005 | 4-cyl radmotor DOHC 20V | 1781 cm³      | 150 hk | 210 Nm     | Bränsleinsprutning, turbo |
| 2.0     | 2000      | 4-cyl radmotor SOHC 8V  | 1984 cm³      | 120 hk | 175 Nm     | Bränsleinsprutning        |
| 2.0     | 2001–2005 | 4-cyl radmotor SOHC 8V  | 1984 cm³      | 115 hk | 172 Nm     | Bränsleinsprutning        |
| 2.0     | 2002–2005 | 4-cyl radmotor DOHC 20V | 1984 cm³      | 130 hk | 195 Nm     | Bränsleinsprutning        |
| 2.3 VR5 | 1997–2000 | VR5-motor SOHC 10V      | 2324 cm³      | 150 hk | 205 Nm     | Bränsleinsprutning        |
| 2.3 V5  | 2001–2003 | VR5-motor DOHC 20V      | 2324 cm³      | 170 hk | 225 Nm     | Bränsleinsprutning        |
| 2.8 V6  | 1997–2005 | V6-motor DOHC 30V       | 2771 cm³      | 193 hk | 280 Nm     | Bränsleinsprutning        |
| 4.0 W8  | 2002–2004 | W8-motor DOHC 32V       | 3999 cm³      | 275 hk | 370 Nm     | Bränsleinsprutning        |
| 1.9 TDI | 1997–2000 | 4-cyl radmotor SOHC 8V  | 1896 cm³      | 90 hk  | 202 Nm     | Turbodiesel               |
| 1.9 TDI | 2000–2005 | 4-cyl radmotor SOHC 8V  | 1896 cm³      | 100 hk | 250 Nm     | Turbodiesel               |
| 1.9 TDI | 1997–2000 | 4-cyl radmotor SOHC 8V  | 1896 cm³      | 110 hk | 235 Nm     | Turbodiesel               |
| 1.9 TDI | 1999–2000 | 4-cyl radmotor SOHC 8V  | 1896 cm³      | 115 hk | 310*² Nm   | Turbodiesel               |
| 1.9 TDI | 2001–2005 | 4-cyl radmotor SOHC 8V  | 1896 cm³      | 130 hk | 310*² Nm   | Turbodiesel               |
| 2.0 TDI | 2004–2005 | 4-cyl radmotor SOHC 8V  | 1968 cm³      | 136 hk | 335 Nm     | Turbodiesel               |
| 2.5 TDI | 1999–2003 | V6-motor DOHC 24V       | 2496 cm³      | 150 hk | 310 Nm     | Turbodiesel               |
| 2.5 TDI | 2004–2005 | V6-motor DOHC 24V       | 2496 cm³      | 163 hk | 350 Nm     | Turbodiesel               |
| 2.5 TDI | 2003–2005 | V6-motor DOHC 24V       | 2496 cm³      | 180 hk | 370 Nm     | Turbodiesel               |

- ¹ Årsmodell 2000 145 Nm.
- ² Med 5-växlad manuell växellåda 285 Nm.

### Passat W8
Årsmodell  2002–2004.
Volkswagen Passat W8 var ett utförande av Passat B5, vilket innebar att det inte var någon speciell biltyp. Volkswagen Passat W8 var den första 8-cylindriga bil i sin klass med permanent 4-hjulsdrift. Drivsystemet kallas 4MOTION liksom i andra Volkswagenmodeller. Eftersom motorn till skillnad från bland annat Golf och Passat B6 var längsmonterad i bilen, var drivsystemet inte konstruerat och utvecklat av svenska Haldex, utan i själva verket Audis så kallade torsen-differential.
Typnummer: 3B2/3B5/3B3/3B6.

## Passat Typ B6
Typnummer 3C. Årsmodell 2005-2010.
Den nya Passaten premiärvisades på bilutställningen i Genève 2005. Den sjätte generationen, med 13 miljoner tillverkade bilar introducerades i Sverige i april 2005.
4-Motion-versionen av Passat är liksom de mindre VW-bilarna utrustad med svenska Haldex 4-hjulsdriftskoppling.
För att få ner kostnaderna och maximera innerutrymmet byggdes bilen på den gemensamma plattformen som också Golf använde. Man övergav alltså Audi-plattformen som B5 byggde på. 
I Kina heter modellen Volkswagen Magotan.

### Motoralternativ
| Modell          | Årsmodell | Motor                             | Cylindervolym | Effekt   | Vridmoment | Bränslesystem                        |
| --------------- | --------- | --------------------------------- | ------------- | -------- | ---------- | ------------------------------------ |
| Bensin          |           |                                   |               |          |            |                                      |
| 1.4 TSI         | 2008-     | 4-cyl radmotor DOHC 16V           | 1390 cm³      | 122 hk   | 200 Nm     | Direktinsprutning, turbo, kompressor |
| 1.4 TSI EcoFuel | 2010-     | 4-cyl radmotor DOHC 16V           | 1390 cm³      | 150 hk   | 220 Nm     | Direktinsprutning, turbo, kompressor |
| 1.6             | 2006-     | 4-cyl radmotor SOHC 8V            | 1595 cm³      | 102 hk   | 148 Nm     | Bränsleinsprutning                   |
| 1.6 FSI         | 2006-2007 | 4-cyl radmotor DOHC 16V           | 1598 cm³      | 115 hk   | 155 Nm     | Direktinsprutning                    |
| 1.8 TSI         | 2008-     | 4-cyl radmotor DOHC 16V           | 1798 cm³      | 160 hk   | 250 Nm     | Direktinsprutning, turbo             |
| 2.0 FSI         | 2006-2007 | 4-cyl radmotor DOHC 16V           | 1984 cm³      | 150 hk   | 200 Nm     | Direktinsprutning                    |
| 2.0 TFSI/TSI    | 2006-     | 4-cyl radmotor DOHC 16V           | 1984 cm³      | 200 hk   | 280 Nm     | Direktinsprutning, turbo             |
| 3.2 FSI         | 2006-     | VR6-motor DOHC 24V                | 3189 cm³      | 250 hk   | 330 Nm     | Direktinsprutning                    |
| 3.6 FSI R36     | 2008-     | VR6-motor DOHC 24V                | 3597 cm³      | 300 hk   | 350 Nm     | Direktinsprutning                    |
| Diesel          |           |                                   |               |          |            |                                      |
| 1.6 TDI CR      | 2010–     | 4-cyl radmotor DOHC 16V           | 1598 cm³      | 105 hk   | 250 Nm     | Turbodiesel                          |
| 1.9 TDI PD      | 2006–2008 | 4-cyl radmotor SOHC 8V            | 1896 cm³      | 105 hk   | 250 Nm     | Turbodiesel                          |
| 2.0 TDI PD      | 2006–2008 | 4-cyl radmotor DOHC 16V/SOHC 8V*¹ | 1968 cm³      | 140*² hk | 320 Nm     | Turbodiesel                          |
| 2.0 TDI PD      | 2006–2008 | 4-cyl radmotor DOHC 16V           | 1968 cm³      | 170*³ hk | 350 Nm     | Turbodiesel                          |
| 2.0 TDI CR      | 2009–     | 4-cyl radmotor DOHC 16V           | 1968 cm³      | 110 hk   | 250 Nm     | Turbodiesel                          |
| 2.0 TDI CR      | 2009–     | 4-cyl radmotor DOHC 16V           | 1968 cm³      | 140 hk   | 320 Nm     | Turbodiesel                          |
| 2.0 TDI CR      | 2010–     | 4-cyl radmotor DOHC 16V           | 1968 cm³      | 143 hk   | 320 Nm     | Turbodiesel                          |
| 2.0 TDI CR      | 2009–     | 4-cyl radmotor DOHC 16V           | 1968 cm³      | 170 hk   | 350 Nm     | Turbodiesel                          |

- ¹ Med partikelfilter.
- ² För Frankrike 120 hk; för Belgien 136 hk.
- ³ För Belgien 163 hk.

Fotnot: 2.0 TDI med 143 hk är av typen BlueTDI, alltså en motor med reduktion av NOx genom AdBlue-tillsats.

## Passat Typ B7
Typnummer 3C. Årsmodell 2011-. Bilen finns både som kombi och sedan.  

### Motoralternativ
| Modell          | Årsmodell | Motor                   | Cylindervolym | Effekt | Vridmoment | Bränslesystem                        |
| --------------- | --------- | ----------------------- | ------------- | ------ | ---------- | ------------------------------------ |
| 1.4 TSI         | 2011–     | 4-cyl radmotor DOHC 16v | 1390 cm³      | 122 hk | 200 Nm     | Direktinsprutning, turbo, kompressor |
| 1.4 TSI EcoFuel | 2011–     | 4-cyl radmotor DOHC 16v | 1390 cm³      | 150 hk | 220 Nm     | Direktinsprutning, turbo, kompressor |
| 1.8 TSI         | 2011–     | 4-cyl radmotor DOHC 16v | 1798 cm³      | 160 hk | 250 Nm     | Direktinsprutning, turbo             |
| 2.0 TSI         | 2011–     | 4-cyl radmotor DOHC 16v | 1984 cm³      | 211 hk | 280 Nm     | Direktinsprutning, turbo             |
| 3.6 V6          | 2011–     | VR6-motor DOHC 24v      | 3597 cm³      | 300 hk | 350 Nm     | Direktinsprutning                    |
| 1.6 TDI         | 2011–     | 4-cyl radmotor DOHC 16v | 1598 cm³      | 105 hk | 250 Nm     | Turbodiesel                          |
| 2.0 TDI         | 2011–     | 4-cyl radmotor DOHC 16v | 1968 cm³      | 140 hk | 320 Nm     | Turbodiesel                          |
| 2.0 TDI         | 2011–     | 4-cyl radmotor DOHC 16v | 1968 cm³      | 170 hk | 350 Nm     | Turbodiesel                          |
| 2.0 TDI         | 2013–     | 4-cyl radmotor DOHC 16v | 1968 cm³      | 177 hk | 380 Nm     | Turbodiesel                          |

## Passat Typ B8
Typnummer 3G.

## Passat Typ B9
Typnummer 3J.

## Passat CC
Årsmodell  2008–.
Volkswagen Passat CC är en 4-dörrars sedan baserad på Passat B6. Kännetecknande är dörrar utan fönsterram och en låg taklinje framförallt över baksätet samt att modellen som standard är begränsad till två passagerare i baksätet. Plats för tre passagerare erbjuds som tillval. Vid lanseringen erbjöd Passat CC förbättringar jämfört med övriga B6-modeller såsom uppdaterade instrumentkluster, multifunktionsratt och Electronic climate control (ECC). Andra skillnader är att CC har tjockare fönster och uppdaterade hjulupphängningar för lägre ljudnivå. En del av dessa nyheter har senare kommit även standard-B6 tillgodo. CC är längre, bredare och lägre än standard-B6 men delar bilplattform och axelavstånd.
Ursprungligen levererades 2.0 TSI som tillval med traditionell automatlåda med momentomvandlare där V6 istället var utrustad med 6-stegad DSG-låda med våtkoppling och 1.8 TSI med 7-stegad DSG-låda med torrkoppling. Numera används 6-stegad DSG-låda även för 2.0 TSI.
Fyrhjulsdrift via Haldex-koppling är standard tillsammans med DSG-låda i V6 4MOTION, tillval endast med DSG-låda i 2.0TDI 170 hk samt tillval endast med manuell växellåda för 2.0 TDI 140 hk. Samtliga alternativ finns vid slutet av 2009 dock ej för försäljning i Sverige. Detsamma gäller även för BlueTDI-modellen på 143 hk som använder AdBlue-tillsats för att reducera utsläppen av NOx.
I vissa länder benämns modellen Volkswagen CC, utan familjenamnet Passat. En V6-modell med traditionell automatlåda med momentomvandlare och framhjulsdrift är tillgänglig på vissa marknader såsom USA.

### Motoralternativ
| Modell     | Årsmodell | Motor                   | Cylindervolym | Effekt | Vridmoment | Bränslesystem            |
| ---------- | --------- | ----------------------- | ------------- | ------ | ---------- | ------------------------ |
| 1.8 TSI    | 2008–     | 4-cyl radmotor DOHC 16V | 1798 cm³      | 160 hk | 250 Nm     | Direktinsprutning, turbo |
| 2.0 TSI    | 2008–     | 4-cyl radmotor DOHC 16V | 1984 cm³      | 200 hk | 280 Nm     | Direktinsprutning, turbo |
| 3.6 FSI    | 2008–     | VR6-motor DOHC 24V      | 3597 cm³      | 300 hk | 350 Nm     | Direktinsprutning        |
| 2.0 TDI CR | 2008–     | 4-cyl radmotor DOHC 16V | 1968 cm³      | 140 hk | 320 Nm     | Turbodiesel              |
| 2.0 TDI CR | 2009–     | 4-cyl radmotor DOHC 16V | 1968 cm³      | 143 hk | 320 Nm     | Turbodiesel              |
| 2.0 TDI CR | 2008–     | 4-cyl radmotor DOHC 16V | 1968 cm³      | 170 hk | 350 Nm     | Turbodiesel              |

Fotnot: 2.0 TDI med 143 hk är av typen BlueTDI, alltså en motor med reduktion av NOx genom AdBlue-tillsats.